# Joseph Aude
Pour les articles homonymes, voir Aude.
Joseph Aude est un poète et auteur dramatique français, né le 10 décembre 1755 à Apt et mort le 5 octobre 1841 à Paris, familier des Necker et de Buffon dont il a écrit la biographie ainsi qu'un vaudeville sur son mariage, présenté à la « Société littéraire et scientifique d'Apt ». Joseph Aude est considéré comme un auteur du théâtre forain du début du XIXe siècle, notamment grâce à ses Cadet Roussel.

## Biographie
Il fit ses débuts littéraires en 1776, avec la Fête des Muses, un à-propos en vers joué au théâtre de Versailles devant le roi et la Cour. Il rencontra Buffon au Jardin du Roi, où le chevalier de Mouchy, de la maison de Noailles, romancier et correspondant de Voltaire, l'avait conduit. Devenu son familier à Paris, il fut son hôte à Montbard, mais ne fut point, contrairement à une légende tenace, son secrétaire en titre.
Il se lia avec le marquis Dominique de Caraccioli, ambassadeur de Naples en France. En 1781, il fut nommé vice-roi des Deux-Siciles et emmena Aude avec lui. Ayant été nommé ministre des affaires étrangères à Naples, en 1786, Aude revint en France et rejoignit Buffon à Montbard.
Le chevalier Aude fut honoré d’une lettre de Frédéric II. Il fut lié avec Dorvigny, créateur du type de Jocrisse, et avec  Brunet, son acteur fétiche et eut l’honneur d’être joué par Talma en 1790.
Il fut dit "dissipateur", "prodigue" et "buveur" car à la fin de sa vie, il fréquenta assidûment les cabarets.

## Œuvres
- Vie privée du comte de Buffon
- Toulon reconquis (1793),
- La Mort du général Hoche (1797),
- Jean-Jacques au Paraclet et les Perruques à la mode (1809),
- La Double Intrigue et le Bureau de renseignement (1810),
- Le Veuvage de Manon (1823),
- Madame Angot au sérail de Constantinople, fut jouée pour la première fois sur l’ancien théâtre Oudinot, le 21 mai 1800[1].
- La France et l'Italie au pied des Alpes : prologue en vers avec quelques notes historiques
- Bedéno, ou le Sancho de Bisnagar : mélodrame en 3 actes en prose
- Héloïse anglaise, drame en vers joué pour la première fois en 1778, et ensuite, en 1787, au théâtre Italien.
- La Ruse d'un jaloux, ou la Double intrigue : Comédie en 1 acte en vers
- La Paix : vaudeville impromptu
- Les Petits ricochets : imitation en 1 acte et en vaudevilles
- Monval et Sophie : drame en 3 actes et en vers
- Matapan, ou les Assassinats de l'amour : tragédie en un acte
- Collin d'Harleville aux Champs-Élysées : comédie-vaudeville en 1 acte
- Diderot, ou le Voyage à Versailles : comédie en 1 acte, en prose
- Arlequin sourd-muet, ou Cassandre opérateur : arlequinade en vaudeville
- Le Message aux Champs-Élysées, ou la Fête des arts et de l'amitié : pièce épisodique en 1 acte en vers
- Léon de Norveld, ou le Prisonnier de Stockholm : pièce historique en 3 actes et à spectacle
- La Veille d'une grande fête : hommage en 1 acte et en vers, mêlés de couplets
- Les Deux colons : trait anecdotique en 1 acte mêlé de couplets
- Le Café d'une petite ville : comédie en 1 acte et en vers, à l'occasion de la paix
- Le Nouveau Ricco, ou la Malle perdue : comédie en 2 actes
- Le Béverley d'Angoulême : comédie en 1 acte
- La Nuit d'un joueur, ou le Petit Béverley : Comédie en 1 acte
- Lettre d'un vieillard de Ferney à l'Académie française : éloge de Voltaire
- La Critique de Madame Angot au sérail : pièce en 1 acte et en vers
- Mercure à Paris : arlequinade en 1 acte
- Corneille au Capitole : scènes héroïques à l'occasion du rétablissement de Sa Majesté Marie-Louise, Impératrice et Reine, après la naissance du Roi de Rome
- Canardin, ou les amours du quai de la volaille : comédie du gros genre, en deux actes, en prose, mêlée de chants et de danses, avec un divertissement.

### Les Cadet Roussel
- Cadet-Roussel, barbier à la Fontaine des Innocents : Folie en 1 acte
- Cadet-Roussel, ou le Café des aveugles : pièce en 2 actes qui n'en font qu'un, en vers et en prose. Sa première eut lieu au théâtre de la Cité le 12 février 1793[1].
- L'École tragique, ou Cadet-Roussel maître de déclamation : comédie ou non, en 1 acte (dans une autre version : Cadet-Roussel, professeur ... )
- Cadet-Roussel au jardin turc : facétie en 1 acte
- Cadet-Roussel aux Champs-Élysées, ou la Colère d'Agamemnon : vaudeville en 1 acte

Il n'est cependant pas le seul auteur à avoir utilisé le « Cadet Roussel » comme personnage. En effet, la base de données César relève de nombreux Cadet Roussel, allant du Cadet Roussel garçon d'auberge, de Prévost (Théâtre des Associés, 1784) à l’École tragique ou Cadet Roussel maître de déclamation, d'Aude (Théâtre de Montansier, août 1799) pour le XVIIIe siècle, puis d'autres au XIXe siècle comme Victor Hugo qui, dans son Quatrevingt-treize, fait dire à Danton se moquant de Robespierre qui venait de monopoliser la parole durant deux heures à la Convention
« Cadet Rousselle fait des discours
Qui ne sont pas longs quand ils sont courts. »

## Pour approfondir